# Teoria del tret
En l'àrea de la psicologia, la teoria del tret explicatiu del capteniment humà suposa l'existència de característiques estables en l'estructura de la personalitat individual. Així, la personalitat està formada per una jerarquia de característiques estables que determinen, expliquen i, fins permeten predir el capteniment individual en la mesura en què guien la manera en què cada persona pensa i interpreta la realitat.

## Context teòric
Des del punt de vista psicològic, l'aproximació a l'estudi de la conducta humana s'ha efectuat des de diferents models. Cal distingir tres models principals en general. El model internalista assumeix que la conducta humana està determinada per variables interiors de l'individu, per això és estable i consistent. El model situacionista posa èmfasi en els determinants externs conductuals, per la qual cosa assumeix que el capteniment humà variarà en funció de les circumstàncies ambientals de cada moment. I el model interaccionista considera que la conducta s'explica per la interacció entre tots dos tipus de variables, internes i externes.
Dins del model internalista es pot distingir entre les teories processuals o teories de l'estat, que subratllen la importància dels estats i mecanismes interns de l'individu (per exemple, les teories de Sigmund Freud, Carl Rogers o George Kelly); i les teories estructurals o del tret, per a les quals la conducta està determinada per una estructura de personalitat formada per una sèrie de factors estables i generals (entre les quals destaquen teòrics com Gordon Allport, Raymond Cattell o Hans Eysenck).

### Antecedents històrics. La teoria de la personalitat de Gordon Allport
Un dels primers teòrics que abordaren l'estudi del capteniment humà des de la perspectiva del tret fou Gordon Allport (Indiana, 1897). Per a ell, la conducta humana respon a la necessitat de conduir-se d'acord amb el que denomina un funcionament propi o proprium; és a dir, d'una manera coherent amb com l'individu es percep a si mateix. En aquest sentit, el "proprium" deriva del concepte del self proposat des de la perspectiva fenomenològica.
Així, el proprium es formaria amb l'expansió d'una sèrie de trets o disposicions personals. Allport (1966, p. 404) definí aquesta disposició com «una estructura neuropsíquica generalitzada (peculiar de l'individu), que té la capacitat de convertir molts estímuls en funcionalment equivalents, i d'iniciar i guiar maneres consistents (equivalents) de conducta adaptativa i estilística».
Dins del proprium, Allport diferencia tres tipus de trets o disposicions, en funció del grau de penetració i influència en el capteniment de l'individu. Així, els trets cardinals serien els que estan presents en pràcticament tots els comportaments. És difícil que en la pràctica es trobe aquest tipus de tret que guie la conducta en totes les manifestacions. En segon lloc, els trets centrals serien els generals que caracteritzen la personalitat, i oscil·len entre un nombre de cinc a deu per cada persona. Finalment, els trets secundaris serien les disposicions menys generals o més perifèriques, que es manifesten esporàdicament en alguns comportaments concrets.

### Models factorials de la personalitat
Les teories del tret han recorregut sovint a la tècnica estadística de l'anàlisi factorial per d'articular el conjunt de trets i dimensions sobre els quals s'estructura la personalitat. N'hi ha dos corrents diferenciats. D'una banda, els models factorials biològics es basen en la influència dels factors fisiològics i constitucionals per caracteritzar els trets de l'estructura de la personalitat. D'altra banda, els models factorials lèxics es basen en els termes lingüístics que millor descriuen els atributs de la personalitat. Així, mentre que els primers se'n fonamenten en conceptes psicobiològics, els segons recorren al vocabulari i al llenguatge per identificar les principals dimensions de la personalitat. En aquest sentit, es considera que el model factorial lèxic manca de capacitat explicativa en limitar-se a una descripció dels capteniments basant-se en conceptes purament lingüístics, mentre que el model biològic fa un pas més enllà en fer inferències causals de tipus psicobiològic sobre les conductes observades.

## Models factorials biològics

### Teoria de la personalitat d'Eysenck

#### Antecedents
El model proposat per Eysenck pertany a una llarga tradició de recerca sobre la personalitat, i hi ha una sèrie de fites que contribuïren al model final exposat pel psicòleg alemany. Així, la seua teoria de la personalitat beu en aquestes fonts:
- La teoria dels quatre humors o temperaments proposada per Hipòcrates i Galé, referida als quatre temperaments bàsics: colèric, flegmàtic, malenconiós i sanguini.[10]
- Les aportacions de Wundt inspirades en la tradició kantiana en dividir els quatre tarannàs clàssics en una teoria de dos eixos: «intensitat-força» i «rapidesa-velocitat», que es correspondrien a les dimensions d'Eysenck de «neuroticisme» i «introversió-extraversió», respectivament.[11]
- La interpretació d'Ivan Pávlov dels temperaments clàssics en els eixos de «fortalesa-feblesa»; «equilibri-desequilibri» i «impulsivitat-lentitud».[12]
- Les teories d'Ernst Kretschmer i William Herbert Sheldon.
- Els estudis de Carl Gustav Jung, que relacionava l'extraversió amb els trastorns histèrics i la introversió amb els psicastènics.[13]
- Les aportacions de Francis Galton, Charles Spearman, Louis Leon Thurstone, Karl Pearson i Raymond Cattell a la metodologia estadística, i concretament a l'anàlisi factorial, en l'àmbit de la psicologia i l'estudi de les diferències individuals.[14]

#### Estructura jeràrquica de la personalitat
Valent-se de mètodes estadístics com l'anàlisi factorial, Eysenck determina que els nombrosos trets que resulten adequats per descriure la personalitat es poden reduir a tres dimensions bàsiques: psicoticisme, neuroticisme i extraversió. Aquests "superfactors" serien ortogonals, és a dir, independents entre si. La personalitat de cada individu podria determinar-se en funció de la puntuació en cadascuna d'aquestes tres dimensions.
Les tres dimensions d'Eysenck són el resultat d'agrupar factors més específics de tècniques estadístiques d'anàlisi multivariada. Eysenck elabora un model jeràrquic de quatre nivells, de menys a més especifitat. En el primer nivell hi ha les accions, cognicions i emocions. En el segon nivell, les accions, emocions i cognicions habituals. En el tercer nivell apareixen els trets. I el quart nivell d'abstracció està format per les tres dimensions o superfactors. Així, les dimensions estan compostes pels aquests trets:
- Neuroticisme: tristesa, timidesa, depressió, ansietat, tensió, por, culpa, irracionalitat, vergonya, mal humor, emotivitat, preocupació.
- Extraversió - introversió: sociabilitat, activitat, assertivitat, despreocupació, dominància, cerca de sensacions, gosadia, espontaneïtat, rapidesa.
- Psicoticisme: impulsivitat, agressivitat, hostilitat, fredor, egocentrisme, manca d'empatia, crueltat, manca de conformisme, duresa mental.

Eysenck proposa que cada factor té relació amb determinades estructures cerebrals. Així, el neuroticisme estaria relacionat amb el grau d'activació del sistema límbic; i l'extraversió tindria relació amb l'activitat del sistema reticular activador ascendent. La dimensió "psicoticista" ha estat objecte d'un menor nombre d'estudis, però s'ha associat sobretot al sexe masculí.

#### Instruments de mesura
Eysenck creà una sèrie d'instruments de mesura per avaluar la personalitat amb base en aquestes dimensions. Així, en destaquen:
- El Maudsley Medical Questionnaire (MMQ, 1952); per mesurar el neuroticisme. Inclou 18 ítems de l'escala L (mentida) del MMPI.
- El Maudsley Personality Inventory (MPI, 1959); un instrument de mesurament de les dimensions neuroticista i extraversió, elaborat a partir de les escales R (ratímia) i C (emocionalitat) de Joy Paul Guilford. Es compon de dues subescales de 21 ítems cadascuna.
- L'Eysenck Personality Inventory (EPI, 1965); també per mesurar neuroticisme i extraversió. Inclou una escala de sinceritat.
- L'Eysenck Personality Questionnaire (EPQ, 1975), que mesura neuroticisme (N), extraversió (I), psicoticisme (P) i una escala de sinceritat (L).

### Models de Gray i Zuckerman
En el mateix corrent psicobiològic d'Eysenck, Gray i Zuckerman elaboraren sengles models explicatius de la personalitat basats en determinants fisiològics conductuals.

#### Model de Gray
A partir de la combinació dels factors del model jeràrquic d'Eysenck, Gray feu una reformulació pròpia basada en dues dimensions unipolars (sense un pol oposat; oferint una gradació de major o menor intensitat en cada persona).
- Ansietat: una barreja de les dimensions introversió i neuroticisme. Aquesta dimensió tindria el correlat fisiològic en l'activació d'un sistema d'inhibició conductual que s'activaria davant el càstig, l'omissió de recompenses o els nous estímuls. Gray situa aquest sistema inhibitori en el septohipocàmpic del sistema límbic.[18]
- Impulsivitat: una barreja de les dimensions extraversió, psicoticisme i neuroticisme. El seu correlat fisiològic seria el sistema d'activació conductual, que s'activaria en les situacions de reforçament conductual i necessitat de fuita o evitació activa. El sistema estaria relacionat amb els circuits dopaminèrgics del sistema nerviós central.

#### Model de Zuckerman: els cinc alternatius
Combinant la tradició biofactorial amb el plantejament de la teoria lexicofactorial del model dels cinc factors de McCrae i Costa, Zuckerman desenvolupa un model de cinc factors anomenat els "cinc alternatius" (Zuckerman, Kuhlman, Joireman, Teta i Kraft, 1993) a partir de recerques sobre la dimensió "cerca de sensacions". Caracteritzant la dimensió "psicoticisme" d'Eysenck, Zuckerman presenta un model format per aquests factors:
- Neuroticisme-ansietat
- Agressió-hostilitat
- Activitat
- Sociabilitat
- Cerca de sensacions impulsiva no socialitzada

Els factors "activitat" i "sociabilitat" es presenten a vegades sota un únic factor anomenat "extraversió", semblant al d'Eysenck. Zuckerman elabora un qüestionari de personalitat (Qüestionari de Personalitat Zuckerman-Kuhlman, ZQPQ, 1993) per avaluar les dimensions proposades en la població, compost per 99 ítems i una escala addicional que valora distorsions de resposta.

## Models factorials lèxics

### La teoria de la personalitat de Cattell
Raymond Cattell proposa una teoria factorial de la personalitat fonamentada en el concepte del tret, entés com una tendència, relativament permanent i àmplia, a reaccionar d'una manera determinada. Cattell entén el concepte de tret des d'un punt de vista nomotètic, considerant que hi ha uns trets comuns a tots els individus, a diferència d'altres autors com Allport, per qui els autèntics trets són individuals.
Per definir el nombre i característiques dels trets de la personalitat, Cattell recorre a l'estadística de l'anàlisi factorial, i parteix de la suposició que totes les conductes rellevants per a la comprensió de la personalitat es troben en el llenguatge. Per això, el model de Cattell s'enquadra dins el grup de models factorials lèxics.
Cattell proposa l'existència de tres tipus de trets en funció del contingut i el grau de consistència i estabilitat:
- Trets temperamentals: caracteritzats per una forta estabilitat; trets de caràcter innat que presenten un alt grau d'herència. Defineixen la manera particular de capteniment individual.
- Trets aptitudinals o d'habilitat: referits a les habilitats per a afrontar i resoldre situacions complexes. També mostren un elevat nivell d'herència.
- Trets dinàmics: referits a l'aspecte motivacional de la conducta, són els trets que presenten un nivell més alt de fluctuació. Se subdivideixen en dos components:[22]
  - La motivació pròpiament dita, referent al grau d'intensitat dels impulsos experimentats. Hi ha dues categories principals de motius: els ergios es consideren tendències innates a respondre d'una manera específica davant un estímul determinat; l'apariament, la por, la conducta exploratòria i la bel·licositat entrarien en aquest apartat. Els sentiments són patrons actitudinals apresos en l'entorn cultural, i donen resposta a fenòmens com ara el sentiment religiós, la realització professional o l'autoestima.
  - L'estat, referit a les condicions de l'organisme quant al grau de privació d'estímuls presentats. En situació de privació, la resposta als impulsos serà més probable que en sadollament.

#### Desenvolupament del model: recopilació de dades i abstracció de factors
Cattell desenvolupa el seu model a partir de tres fonts de dades sobre les quals aplica les tècniques d'anàlisi per identificar els factors als quals es podia reduir l'estructura de la personalitat individual. És un procés de tres fases, en cadascuna de les quals es treballa amb un tipus de fonts d'informació:
- Dades L (Life): dades "de vida", obtingudes per l'observació dels subjectes en la seua vida quotidiana, però circumscrites a conductes objetivables. En aquesta part de la recerca es va partir de 4.500 noms de trets, que se'n reduïren a 12 després de l'anàlisi factorial.[24]
- Dades Q (Questionnaire): hi tenen cabuda totes les dades de qüestionaris i informes en què el subjecte dona informació personal. L'objectiu en aquesta segona fase és comprovar que els resultats obtinguts són els mateixos que els trobats per l'estudi de les dades L. Se'n trobaren 16 factors principals, dotze dels quals coincidien amb els de la primera fase.
- Dades T (tests): totes les dades recollides per l'aplicació de proves objectives o tests, sempre sense el coneixement del subjecte del propòsit de la recerca. Inclou proves fisiològiques (anàlisis de sang o orina) i psicofisiològiques (mesurament de respostes fisiològiques a estímuls externs). En aquesta última fase s'elaboraren qüestionaris per mesurar en grans mostres de població els trets obtinguts amb les dues primeres fases.

A partir dels resultats obtinguts en la recollida de dades Q i L, Cattell feu una llista de trets de primer ordre, que després serien la base del qüestionari Sixteen Personality Factor Questionnaire, 16 PF (Cattell, 1970-1975):
| Índex | Tret                      | Baixes puntuacions                        | Altes puntuacions                        |
| ----- | ------------------------- | ----------------------------------------- | ---------------------------------------- |
| A     | Afectivitat o afectotímia | Sizotímia                                 | Afectotímia                              |
| B     | Intel·ligència            | Intel·ligència baixa                      | Intel·ligència alta                      |
| C     | Força del jo              | Poca força del jo/inestabilitat emocional | Molta força del jo/estabilitat emocional |
|       | Dominància                | Submissió                                 | Dominància                               |
| F     | Impulsivitat              | Desurgència                               | Surgència                                |
| G     | Força del superjò         | Poca força del superjò                    | Molta força del superjò                  |
| H     | Atreviment                | Trectia                                   | Parmia                                   |
| I     | Sensibilitat emocional    | Harria                                    | Premsia                                  |
|       | Suspicàcia                | Alaxia                                    | Protensió                                |
| M     | Imaginació                | Praxernia                                 | Autia                                    |
|       | Astúcia                   | Senzillesa                                | Astúcia                                  |
| O     | Culpabilitat              | Adequació impertorbable                   | Tendència a la culpabilitat              |
| Q1    | Rebel·lia                 | Conservadorisme                           | Radicalisme                              |
| Q2    | Autosuficiència           | Adhesió al grup                           | Autosuficiència                          |
| Q3    | Autocontrol               | Baixa integració de pensaments propis     | Alta integració de pensaments propis     |
| Q4    | Tensió èrgica             | Poca tensió èrgica                        | Alta tensió èrgica                       |

Com són trets de primer ordre, aquests factors encara presentaven correlacions entre si, per això se'n feu una nova anàlisi factorial, i se n'obtingué vuit factors de segon ordre: exvia, ansietat, cortertia, independència, discreció, subjectivitat, intel·ligència i bona educació. En una cinquena edició del qüestionari Sixteen Personality Factor Questionnaire, 16 PF, aquests factors de segon ordre se'n reduïren a cinc: extraversió, ansietat, autocontrol, independència i duresa.

### El model dels cinc grans de McCrae i Costa

#### Concepte i antecedents
Seguint la metodologia de Cattell, Costa i McCrae recorregueren a l'enfocament lexicofactorial per elaborar el que es considera el model més acceptat en la descripció de la personalitat. Com a enfocament lèxic, pren l'ampli conjunt de descriptors de la personalitat existents en el llenguatge natural, per establir una reducció i depuració dels ítems inicials amb diversos criteris d'inclusió i exclusió. La tècnica de l'anàlisi factorial permet identificar els cinc factors essencials, segons aquest model, en formar l'estructura de la personalitat.
El model de McCrae i Costa troba un referent en la teoria factorial de la personalitat de Cattell, així com en les ampliacions d'aquesta teoria de Fiske (1949), que llavors apuntaven l'existència d'aquests cinc factors. També hi arribaren a resultats semblants Tupes i Christal (1961), Norman (1963) i Goldberg (1981).

#### McCrae i Costa
El model de McCrae i Costa corrobora l'existència dels cinc grans factors com a estructura o taxonomia bàsica en psicologia de la personalitat; cerca la consistència en els resultats obtinguts amb tècniques vàries: autoavaluacions i heteroavaluacions; qüestionaris composts per adjectius i per frases; estudis transculturals i seguiments longitudinals dels resultats. A més, el model cerca un pas més enllà de la descripció i, igual que ocorre amb les teories de Cattell i Eysenck, ofereix una explicació causal sobre la naturalesa dels trets proposats, les seues interrelacions i possibles aplicacions pràctiques.
McCrae i Costa feren un test específic per mesurar les dimensions proposades. El NEO-PI és un inventari de personalitat el nom del qual té les inicials de tres de les dimensions: neuroticisme, extraversió i obertura a l'experiència (Openness). Conté una selecció de 181 ítems en format d'escala Likert, i n'hi ha una versió revisada (NEO-PI-R) de l'any 1992. Cada dimensió proposada és formada per diversos subfactors o facetes:
| Neuroticisme    | Extraversió o surgència | Obertura a l'experiència | Cordialitat o amabilitat vs. antagonise | Responsabilitat vs. Negligència |
| --------------- | ----------------------- | ------------------------ | --------------------------------------- | ------------------------------- |
| Ansietat        | Cordialitat             | Fantasia                 | Confiança                               | Competència                     |
| Hostilitat      | Gregarisme              | Estètica                 | Franquesa                               | Ordre                           |
| Depressió       | Assertivitat            | Sentiments               | Altruisme                               | Sentit del deure                |
| Ansietat social | Activitat               | Accions                  | Actitud conciliadora                    | Necessitat d'èxit               |
| Impulsivitat    | Cerca d'emocions        | Idees                    | Modèstia                                | Autodisciplina                  |
| Vulnerabilitat  | Emocions positives      | Valors                   | Sensibilitat cap als altres             | Deliberació                     |

Podem dir que el model dels cinc grans ha demostrat consistència en estudis realitzats en distints idiomes i cultures, i això resulta interessant quan es jutja la universalitat de les dimensions proposades. Igualment, els estudis longitudinals demostren estabilitat de puntuacions al llarg del temps.